# Castelo de Bouilh

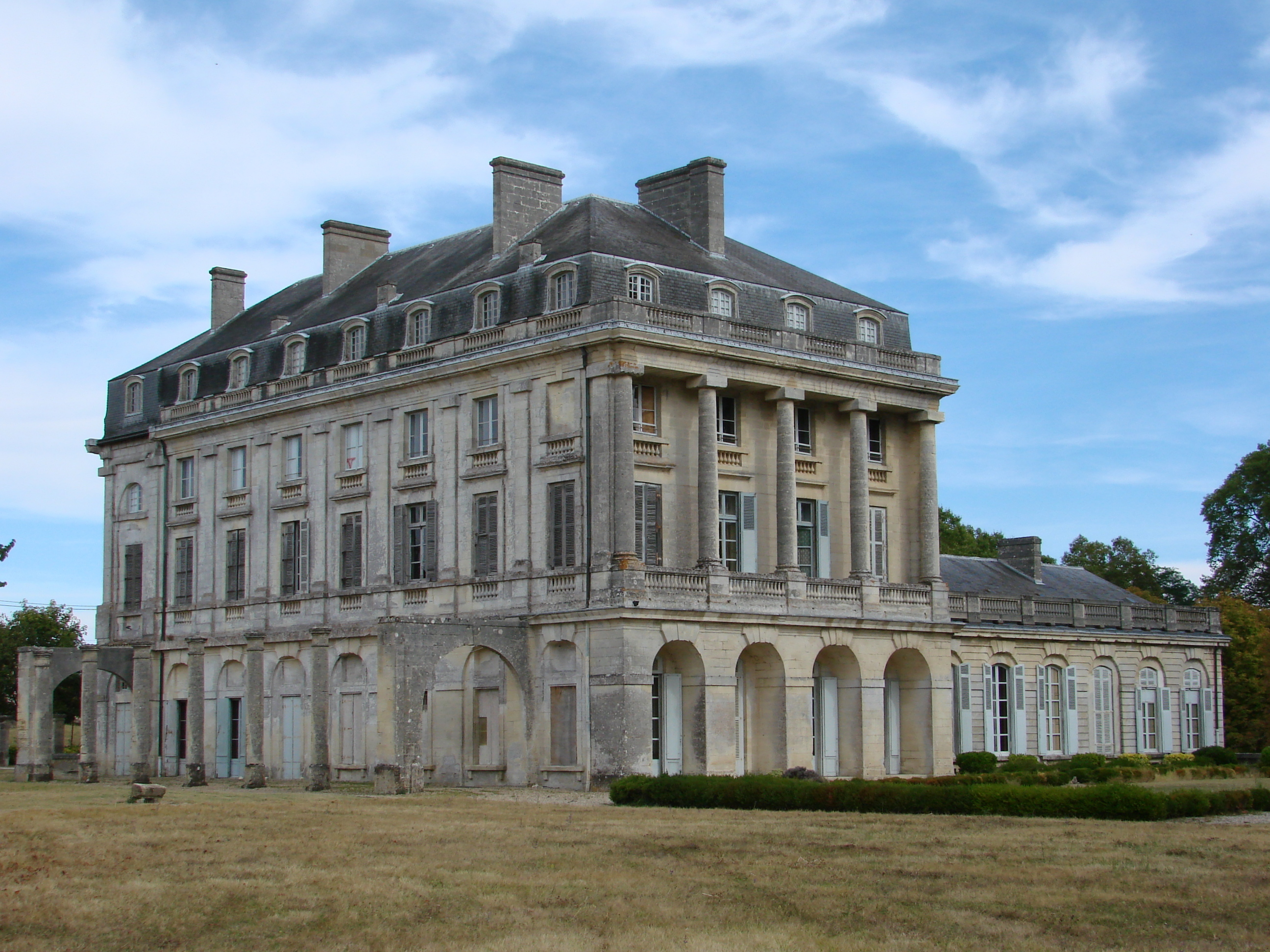
Vista do castelo

Château du Bouilh é um château em Gironde, Nouvelle-Aquitaine, França. Foi feito em 1786 para Louis XVI pelo arquitecto Victor Louis.